# Hostýn-Vsetín bjergene

Hostýn-Vsetín bjergene (tjekkisk: Hostýnsko-vsetínská hornatina) er en bjergkæde i regionen Zlín i Tjekkiet.
Bjergene er tæt skovbevokset hovedsageligt af granplantager. Mest besøgte er den tilgrænsende Rožnovská Bečva-floddal i nord (med byerne Valašské Meziříčí og Rožnov pod Radhoštěm og Dolní, Prostřední og Horní og den sydlige Vsetínská Bečva floddal starter i byen Vsetín med feriestedet Velké Karlovice.
Hostýn-Vsetín bjergene er en del af de vestlige Karpater, og er opdelt af Bečva-floddalen i det nedre østlige Hostýnské vrchy og det højere vestlige Vsetínské vrchy, som er en del af Beskydy beskyttet landskabsområde. De er hovedsageligt dannet af flyschaflejringer og deres høje sedimenter i begge Bečva-floddale. Flyschskråningerne er ret ustabile, og derfor er små jordskred typiske for dette område. Det højeste punkt er Vysoká (dvs Høje bjerg), som er 1.024 moh. i den østligste del af området.